# 二月革命党

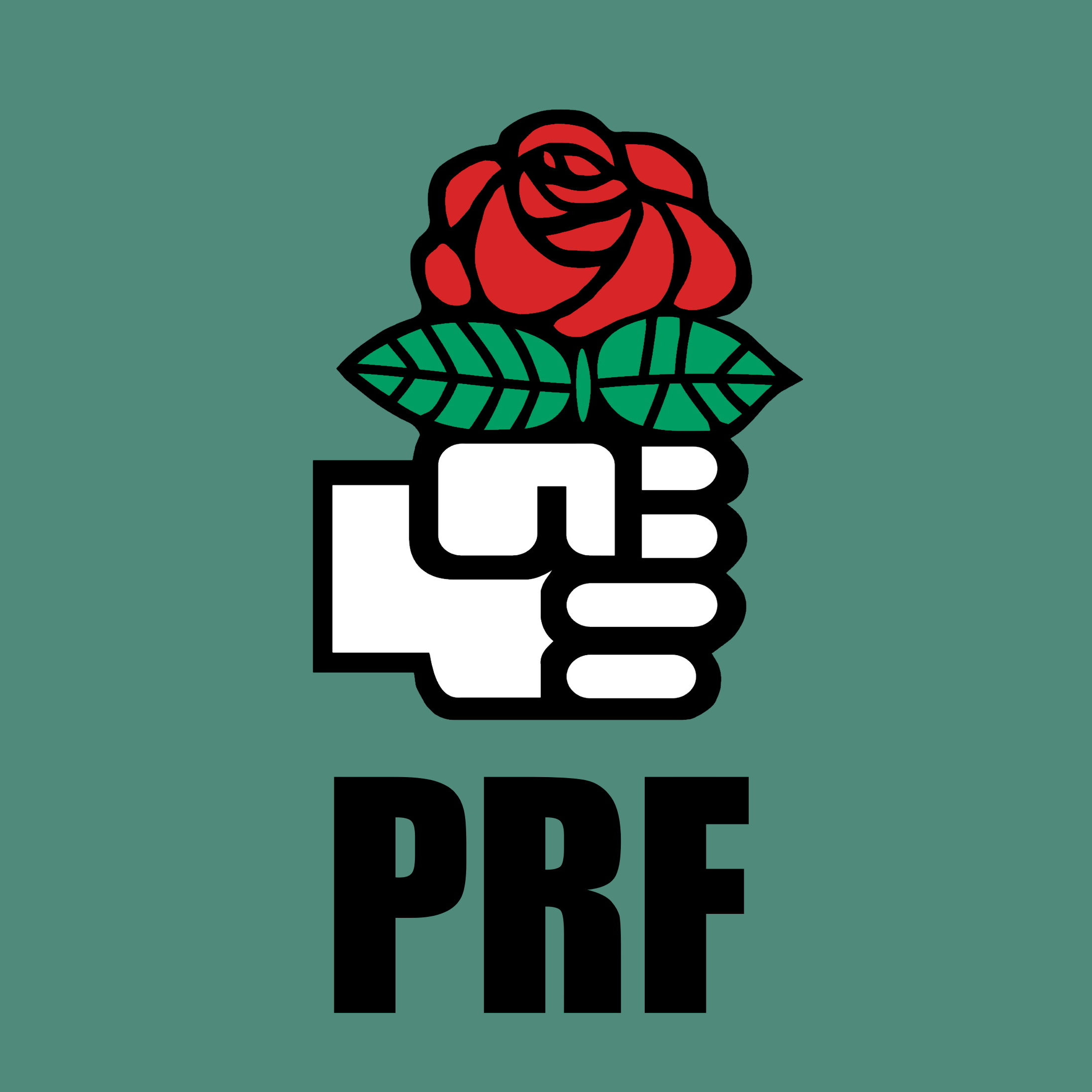
二月革命党标志

二月革命党（缩写为PRF）是巴拉圭的一个社会民主主义政党。该党成立于1951年，创始人是拉斐尔·佛朗哥创建，他曾在1936年“二月革命”后担任巴拉圭总统，直到1937年8月被推翻。该党是圣保罗论坛和拉美社会主义协调的成员。